# Adèle Castillon
Pour les articles homonymes, voir Castillon.
Adèle Castillon (nom de convenance d'Adèle Castillon du Perron), née le 24 octobre 2001 à Angers, est une chanteuse, rappeuse, vidéaste et actrice française.
Elle formait avec Matthieu Reynaud le groupe Videoclub de 2018 à 2021, avant d'entamer une carrière solo.

## Biographie
Née à Angers le 24 octobre 2001, Adèle Castillon se fait d'abord connaître sur la plateforme Instagram où elle publie des mèmes et des trolls[réf. souhaitée], puis élargit au grand public sa notoriété grâce à sa chaîne YouTube, où elle publie des vidéos à l'humour décalé dès l'âge de 13 ans.

### Carrière cinématographique

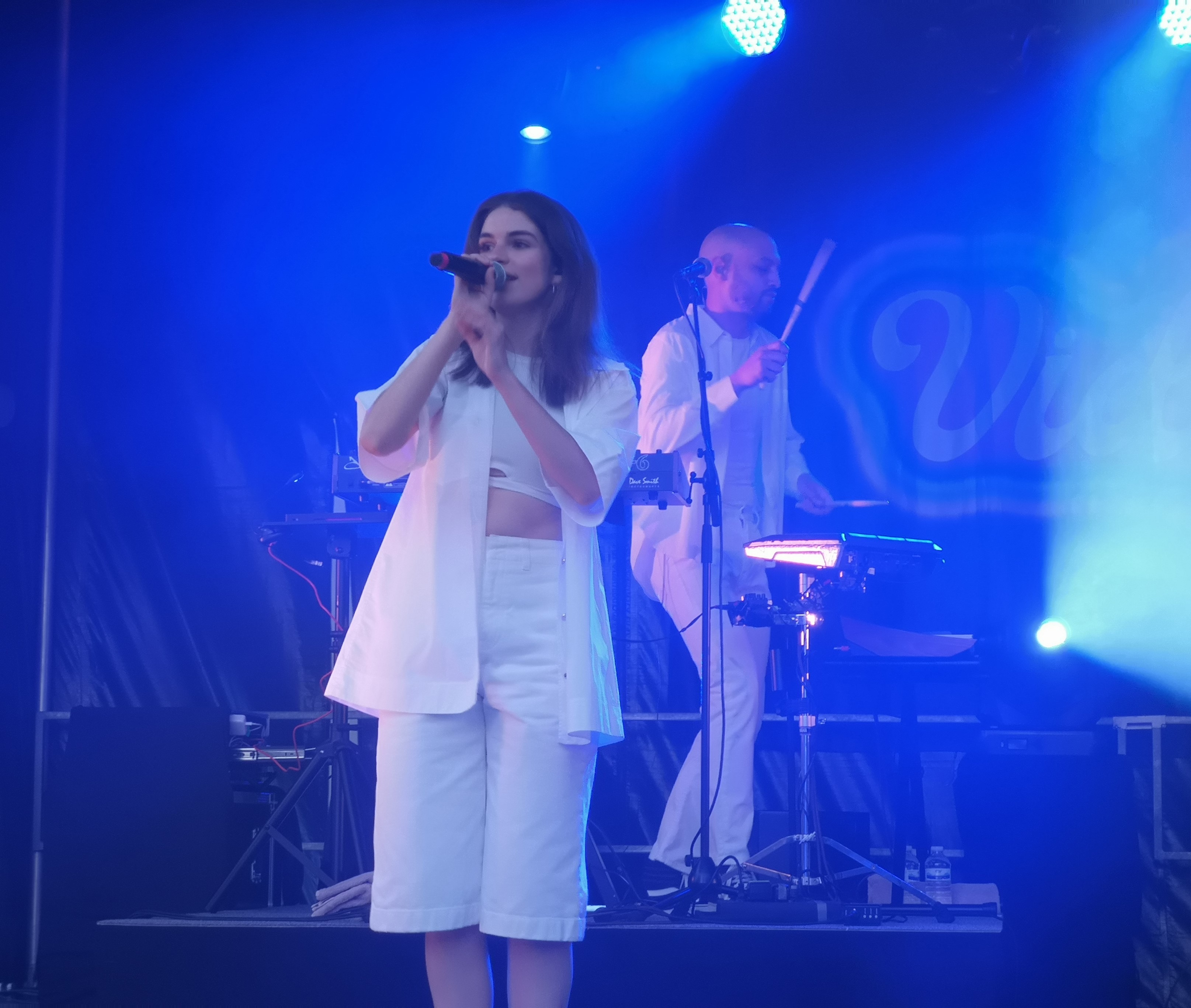
Adèle Castillon en concert de Videoclub en juillet 2021.

Repérée par Daphné Thavaud, créatrice du Club Agence Artistique, elle obtient son premier rôle au cinéma en 2017 dans le film de Dominique Farrugia : Sous le même toit et partage l'affiche avec Gilles Lellouche et Louise Bourgoin.
La même année, elle est envoyée à Dharamsala interviewer le dalaï-lama. La conversation est à l'origine de l'ouvrage Faites la révolution ! publié en 2017, par Sofia Stril-Rever sur la base d'interviews du 14e dalaï-lama.
En 2019, elle joue une adolescente inquiétante dans le film de Sébastien Marnier L'Heure de la sortie où, en compagnie de ses camarades de classe, elle tourmente Laurent Lafitte.

### Carrière musicale
En septembre 2018, elle crée, avec Matthieu Reynaud, Videoclub, un groupe électro-pop. Le premier single du groupe, Amour plastique, rencontre un certain succès par le biais des plateformes Spotify et Youtube,. S'ensuit un premier concert qui se joue à guichet fermé le 11 avril 2019 à Nantes. Le groupe entame une première tournée l'été 2019. Adèle Castillon et Matthieu Reynaud se produisent notamment à Unaltrofestival, à Milan, et au Delta Festival, à Marseille. Ils sont également programmés au festival Cabourg mon amour, fin juin de la même année.
Le groupe se sépare en mars 2021. Adèle Castillon assure seule les dernières dates programmées. Puis elle lance sa carrière solo en publiant son premier single, Impala. Très rapidement devenue un succès, la chanson intègre des influences électro-pop.
Le 7 avril 2023, elle sort un nouveau single, Rêve, aux paroles plus sombres, qui annonce le ton de son prochain album, préparé en collaboration avec le compositeur Surkin. 
Son premier album sort le 20 octobre 2023 sous le titre Plaisir Risque Dépendance,.
Le 4 septembre 2024, elle publie la première partie de son deuxième album Crèvecoeur. La seconde partie sort le 28 février 2025. Pour cet album, elle collabore notamment avec Gazo et Louane.
En 2024, elle est annoncée en feat avec Gazo à l’occasion d’un concert solidaire à Marseille.

## Vie privée

### Romance
En 2018, Adèle Castillon et Matthieu Reynaud créent le groupe Videoclub au cours de leur vie de couple. Lorsque le couple met un terme à ses relations, le groupe s'arrête.

### Famille
Son père, Benoît Castillon du Perron, est écrivain. Il fut professeur de littérature et chef d'établissement scolaire. Sa mère, Anne, est psychologue.
Elle grandit dans une fratrie également composée de Jean et de Blanche.
Sa grand-mère, Marguerite Castillon du Perron, est écrivaine, biographe, historiographe, historienne, arrière-petite-fille de Victor Duruy, ministre de l'Instruction publique sous Napoléon III, fille du chimiste Pierre Jolibois, sœur de l'avocat Charles Jolibois. 

### Videoclub
Adèle Castillon annonce dans le podcast "La leçon" de Paulette Grisoni que le couple était déjà séparé avant la séparation du groupe.
Elle révèle également une séparation dans le "drame", incluant sa rupture avec la famille de Matthieu Reynaud.
Adèle Castillon révèle la raison de la rupture, mais supprime les vidéos quelque temps après. Elle annonce cependant avoir écrit la chanson Gabrielle en guise de revanche personnelle vis-à-vis de sa rupture.

### Addiction
Adèle Castillon révèle avoir été dépendante aux opiacés pendant plusieurs années. Elle déclare dans une interview avoir fait deux overdoses. Ayant volontairement fait une cure de désintoxication au début de l'année 2023, elle est parvenue à mettre un terme à sa dépendance et à en faire des chansons.

## Engagements
En 2024, elle participe à un concert caritatif organisé au profit de l'association SOS Méditerranée.
En 2025, elle apparaît dans la chanson de Damso intitulée Grand Soleil dont le but est de lutter contre le Sida.

## Discographie

### Avec Videoclub

#### Singles
- 2018 : Amour plastique
- 2018 : Roi
- 2019 : En Nuit
- 2019 : What Are You So Afraid Of
- 2019 : Mai
- 2020 : Enfance 80
- 2020 : Euphories

### En solo

#### Singles
- 2022 : Impala
- 2023 : Rêve
- 2023 : Alabama
- 2023 : C'est drôle
- 2024 : Ce soir feat. Gazo
- 2024 : Frissons feat. Winnterzuko
- 2024 : Je me demande feat. Louane

#### Apparitions
- 2022 : Annael - Nous (sur l'EP Couleurs)
- 2024 : Jolagreen23 - 1.2.3 (2023Version) (sur l'album +99XP)
- 2025 : Caballero & JeanJass - Comic sans MS (sur l'album High et Fines Herbes - La Saison 5)
- 2025 : Damso - Grand Soleil
- 2025 : Kyana - Le masque (sur l'EP Murmure)

## Filmographie

### Cinéma
- 2017 : Sous le même toit de Dominique Farrugia : Violette
- 2019 : L'Heure de la sortie de Sébastien Marnier : Clara

## Distinctions

### Récompenses
- NRJ Music Awards 2022 : Nomination dans la catégorie Révélation francophone de l'année
- Victoires de la Musique 2024 : Nomination dans la catégorie Révélation féminine de l'année